# Локомотив (волейбольный клуб, Харьков)
«Локомотив» (укр. «Локомотив») — советский и украинский мужской волейбольный клуб из Харькова, бронзовый призёр чемпионата СССР 1978 года, 17-кратный чемпион и 13-кратный обладатель Кубка Украины, первый волейбольный клуб Украины, ставший победителем еврокубка — Кубка топ-команд в сезоне 2003/04 годов.

## История

### СССР
Харьков имеет богатые традиции в мужском волейболе. В октябре 1925 года в доме физкультуры на Марьинской улице состоялся первый в городе волейбольный матч. В конце 1926 года в Харькове прошли первые междугородние встречи между студенческими командами Харькова и Москвы, а в 1927-м проведено первенство города с участием 18 мужских и 10 женских команд. Среди его участников были мужская и женская команды «Красный железнодорожник», занявшие 2-е места.
В 1928 году сборная Украины, составленная преимущественно из харьковчан, стала победительницей Всесоюзной спартакиады. В 1929-м «Красный железнодорожник» занял 1-е место в первенстве города по классу «Б». В апреле 1930 года команда «Железнодорожник» участвовала в серии междугородних матчей между коллективами Харькова и Днепропетровска. В 1936 году харьковский «Локомотив» играл на первенстве ВЦСПС в Москве и в финале уступил московскому ЗИС.
С 1938 года, когда начали проводиться чемпионаты СССР среди клубных команд, Харьков представляла студенческая команда «Здоровье», однако в 1945 году, через несколько месяцев после завершения Великой Отечественной войны спортивное общество «Локомотив» проявило инициативу организовать находившихся в городе волейболистов для участия в первом послевоенном чемпионате СССР в Дзауджикау. «Локомотив», за который выступали К. Блудов, Е. Громов, С. Духовный, Н. Коваль, А. Магид и играющий тренер Е. Миленин, занял 7-е место среди 11 участников.
Но уже со следующего года харьковский волейбол на всесоюзной арене вновь стали представлять не железнодорожники, а студенческая команда, носившая в разные времена названия «Наука» и «Буревестник» — команда, не занимавшая призовых мест, но выпестовавшая олимпийских чемпионов Юрия Пояркова, Юрия Венгеровского и Василиюса Матушеваса. Тем временем «Локомотив» участвовал только в городских и областных соревнованиях и особых успехов не добивался.
В 1966 году на харьковском СМУ-1 была создана команда ДСК, отметившаяся значимыми достижениями в Кубке страны — 4-м местом в 1972 году и бронзой в 1973-м. В том же 1973 году «Буревестник» занял последнее место в высшей лиге чемпионата СССР и должен был покинуть дивизион сильнейших. Однако заменить «Буревестник» в роли флагмана харьковского волейбола команда ДСК не смогла из-за смены руководства домостроительного комбината и отказа нового начальника организации от финансирования команды. Тогда и было принято решение о создании в Харькове единой команды под патронатом Южной железной дороги. Важную роль в этом сыграли начальник Южной, впоследствии министр путей сообщения СССР Николай Семёнович Конарев и председатель дорсовета Эдуард Степанович Марченко.
Таким образом именно 1973 год, несмотря на участие команды общества железнодорожников в чемпионате СССР 1945-го, официально считается годом основания харьковского волейбольного клуба «Локомотив».
В новую команду были приглашены из «Буревестника» олимпийский чемпион 1968 года Василиюс Матушевас, Иван Андриенко, Юрий Бунаков, Андрей Иванов, Владимир Карнаух, Константин Карпов, Александр Коновалов, Владимир Лихота, Сергей Орда, Валерий Соколовский и Вячеслав Ююкин, а из ДСК — Сергей Ермаков, Леонид Лихно, Анатолий Фролов и Павел Шмелёв. Старшим тренером «Локомотива» стал Леонид Александрович Смирин.
В сентябре 1973 года волейболисты «Локомотива» приступили к тренировкам. Перед самым началом первенства СССР 1974 года среди команд первой группы Леонида Смирина на тренерском посту сменил Юрий Поярков, капитаном был выбран 33-летний связующий Леонид Лихно. Итогом сезона стало 3-е место. Следующий чемпионат, 1975 года, харьковские волейболисты под руководством завершившего карьеру и перешедшего на тренерскую работу Леонида Павловича Лихно закончили на первом месте, завоевав право выступать в высшей союзной лиге. В том же 1975-м «Локомотив» провёл первые международные матчи, сыграв серию товарищеских встреч в Познани — польском городе-побратиме Харькова.

1979 год. «Локомотив». Слева направо: верхний ряд: Сергей Ермаков, Пётр Чухраев, Сергей Абрамов, Николай Лопин, Николай Падалка, Сергей Фёдоров, Александр Дьяченко; нижний ряд: Валерий Горчанюк, Юрий Кривец, Сергей Лазуркин, Николай Костюк, Александр Смирнов

В дебютном сезоне в высшей лиге «Локомотив» финишировал на 7-й позиции. Через два года, в 1978-м, в Харькове открылся новый Дворец спорта, а подопечные Леонида Лихно поднялись на пьедестал союзного чемпионата, став бронзовыми призёрами. За команду играли Сергей Абрамов, Михаил Гукайло, Михаил Дещица, Александр Дьяченко, Сергей Ермаков, Анатолий Крят, Николай Лопин, Сергей Орда, Николай Падалка, Алексей Свистун, Сергей Фёдоров и Пётр Чухраев.
Полностью сохранить этот состав не удалось, и в дальнейшем «Локомотив» выступал нестабильно — в 1980 году железнодорожники стали третьими на проходившем в Волгограде финале Кубка СССР, а в сезоне 1980/81 годов в чемпионате страны финишировали на 8-м месте. Однако затем «Локомотив» два раза подряд оставался в шаге от повторения своего лучшего результата в национальном чемпионате, занимая в 1982 и 1983 годах 4-е место. В 1982-м также были завоёваны серебряные награды Кубка страны. Как отмечали составители справочника «Волейбол», команда исповедовала «современный комбинационный, быстрый стиль игры, скоростные передачи, атаку с укороченных передач».
В 1986—1989 годах Леонид Лихно работал по контракту главным тренером сборной Сирии. В это время старшими тренерами «Локомотива» являлись Владимир Бомштейн (в 1986 году) и Юрий Поярков (с 1987 по 1989 год). Команда постепенно сдавала позиции. В 1989 году «Локомотив» занял 11-е место, но благодаря успешному результату в переходных матчах с ростовским СКА остался в высшей лиге.
В конце 1989 года в команду вернулся Леонид Лихно, а лидеры «Локомотива» Иван Андриенко, Игорь Веретенников, Юрий Кривец, Валерий Горчанюк отправились играть в зарубежные клубы. В сезоне-1989/90 «Локомотив» снова финишировал 11-м и на сей раз по результатам переходных матчей с МГТУ был вынужден покинуть высшую лигу. Советский период своей истории «Локомотив» завершил в первой лиге — в сезоне-1990/91 молодая, значительно обновлённая команда заняла 6-е место.

### Украина
В сезоне-1991/92 «Локомотив» занял 7-е место в первой лиге Открытого чемпионата СНГ и 2-е в чемпионате Украины. В 1994 году слобожане выиграли первый титул чемпионов Украины. За команду выступали Олег Сущинский, Виталий Доляченко, Игорь Разиньков, Сергей Побережченко, Евгений Отенко, Игорь Зяблицев, Сергей Бондаренко, Андрей Онипко, Роман Яковлев, Игорь Яковенко. В следующем сезоне «Локомотив» дебютировал в Кубке европейских чемпионов — потерпев два поражения от испанской «Гран-Канарии» во втором раунде турнира, команда не смогла выйти в 1/8 финала. В том же 1995 году фарм-команда «Локомотива» — «Юракадемия» добилась права играть в высшей украинской лиге.
В 1996 году «Локомотив» во второй раз выиграл чемпионат Украины, а к началу XXI века окончательно вышел на лидирующую позицию в украинском волейболе: в 2001—2005 годах железнодорожники победили в пяти национальных чемпионатах подряд.
14 марта 2004 года в Инсбруке «Локомотив», до этого два раза подряд выходивший в «Финалы четырёх» Кубка топ-команд, с третьей попытки стал обладателем почётного трофея. Золотые медали завоевали Андрей Адамец, Игорь Дёгтев, Сергей Звягинцев, Виталий Киктев, Сергей Кисель, Андрей Онипко, Николай Пасажин, Александр Стаценко, Владимир Татаринцев, Владимир Титаренко, Юрий Филиппов, Сергей Шульга, Сергей Щавинский. К успеху команду привёл Сергей Владимирович Побережченко, возглавивший «Локомотив» после скоропостижной смерти Леонида Лихно в декабре 2002 года.
Успех в Кубке топ-команд позволил железнодорожникам в сезоне 2004/05 годов принять участие в Лиге чемпионов. Под руководством нового тренера, Юрия Анатольевича Кравцова, «Локомотив» не смог выйти в плей-офф, заняв последнее место в группе. Несмотря на это Европейская конфедерация волейбола оставила харьковский клуб в Лиге и на следующий год, однако его руководство было вынуждено отозвать заявку вследствие того, что Министерство транспорта и связи Украины запретило Украинским железным дорогам оказывать финансовую помощь каким-либо организациям. Оставшись без финансирования, «Локомотив» не имел возможности удержать своих игроков и, выступая молодёжным составом, в сезоне-2005/06 занял 5-е место в чемпионате Украины.
Преодолев финансовые неурядицы, «Локомотив» летом 2006 года вернул в состав Владимира Татаринцева и Андрея Адамца, вместе с которыми набравшиеся за год опыта воспитанники клуба в наступившем чемпионате снова выиграли золотые медали. В 2006—2009 годах главным тренером «Локомотива» был Юрий Иванович Филиппов, в начале сезона-2009/10 — Виталий Александрович Осипов, которого сменил Игорь Геннадиевич Зяблицев. С 2010 года в украинской Суперлиге начала выступления вторая команда харьковского клуба — «Локо-Экспресс».
Летом 2011 года в «Локомотиве» был сформирован тренерский тандем: главным тренером снова стал Филиппов, а Зяблицев — его помощником. В сезоне 2011/12 годов команда сыграла в рекордно большом количестве турниров. Впервые участвуя в Открытом чемпионате России, «Локомотив» занял 4-е место в Западной зоне, добрался до четвертьфинальной стадии плей-офф и стал седьмым в итоговой классификации. Капитан команды Владимир Татаринцев играл за сборную «Запада» в Матче звёзд Суперлиги. Железнодорожники уступили в 1/16 финала Кубка ЕКВ будущему триумфатору турнира — московскому «Динамо», затем играли в Кубке вызова и остановились в шаге от полуфинала этого турнира, не справившись с варшавской «Политехникой». Харьковская команда также сыграла в Открытом Кубке России, в шестой раз подряд стала победителем Кубка Украины, а в апреле 2012 года в финальном турнире четырёх команд чемпионата Украины в остром соперничестве с «Крымсодой» завоевала очередной, 12-й по счёту, титул сильнейшей команды страны.
Перед началом сезона-2012/13 состав «Локомотива» усилился бельгийским связующим Франком Депестелем и российским доигровщиком Владимиром Ивановым, однако в декабре 2012 года Депестель покинул команду по семейным обстоятельствам и вместо него был дозаявлен немец Лукас Кампа. В этом сезоне подопечные Юрия Филиппова добились наивысшего результата за всё время выступлений в Кубке Европейской конфедерации волейбола, добравшись до полуфинала. В «челлендж-раунде» железнодорожники прошли чемпиона Франции «Тур» — уступив этому клубу на выезде в трёх партиях, харьковчане одержали победу на своей площадке со счётом 3:1, после чего выиграли золотой сет — 15:6. Путь к решающим матчам Кубка «Локомотиву» преградил будущий победитель турнира — турецкий «Халкбанк». Второй год подряд харьковская команда смогла выйти в плей-офф российской Суперлиги, где в 1/8 финала, оказавшись в непростой ситуации из-за травмы Сергея Тютлина — самого результативного игрока по итогам предварительного этапа Открытого чемпионата России, проиграла в двух матчах уфимскому «Уралу». В финальной серии чемпионата Украины «Локомотив» обменялся победами с «Крымсодой» и во втором матче выиграл золотой сет, в 13-й раз став чемпионом страны и одновременно повторив свой же рекордный показатель из пяти титулов чемпиона Украины подряд.
3 марта 2014 года руководство, игроки и тренеры «Локомотива» объявили о решении приостановить выступление команды в Открытом чемпионате России в связи с «политической ситуацией вокруг Украины». На момент снятия с чемпионата железнодорожники после 13 туров занимали 10-е место в турнирной таблице. Единственным оставшимся турниром с участием «Локомотива» являлась финальная стадия украинского чемпионата, в которой подопечные Юрия Филиппова вновь оказались сильнейшими.
В сезоне-2014/15 «Локомотив» полностью доминировал на национальной арене, установив рекорд — в 47 матчах, сыгранных в рамках Кубка и чемпионата Украины, железнодорожники не потерпели ни одного поражения. В сезоне-2015/16 команда в 8-й раз подряд оформила золотой дубль, выиграв и чемпионат, и Кубок страны.
В августе 2016 года решением правления ПАО «Укрзалізниця» финансирование клуба было прекращено. В сложившейся ситуации харьковчане отказались от участия в Кубке конфедерации волейбола, а большинство игроков «Локомотива» получили статус свободных агентов. С прошлого сезона в команде наряду с её многолетним капитаном Владимиром Татаринцевым остались доигровщики Иван Слинчук и Илья Ковалёв, а также Олег Плотницкий, в начале сентября выигравший серебряную медаль и приз MVP на молодёжном чемпионате Европы. Новым главным тренером «Локомотива» стал Анатолий Валерьевич Янущик, прежде возглавлявший фарм-команду «Локомотив-ХГВУФК № 1», но в январе 2017 года на эту должность вернулся Игорь Зяблицев. Несмотря на предстартовые проблемы, сильно обновлённый и молодой «Локомотив» пополнил клубную коллекцию семнадцатым комплектом золотых медалей национального чемпионата. В сезоне-2017/18 харьковчане сложили с себя чемпионские полномочия, уступив в напряжённой пятиматчевой финальной серии Суперлиги львовской команде «Барком-Кажаны».
Летом 2018 года вследствие ещё более усугубившихся финансовых проблем «Локомотив» отказался от участия и в еврокубках, и в украинской Суперлиге. В сезоне-2018/19 прославленный клуб был представлен лишь в высшей лиге командой «Локомотив-ХГВУФК № 1». Под руководством Анатолия Янущика коллектив, за который выступали как ветераны (Николай Пасажин, Руслан Пасичнюк, Сергей Тютлин, Денис Михно, Вадим Рудь), так и совсем молодые игроки, занял 2-е место в высшей лиге, а затем в серии переходных матчей за право выступать в Суперлиге уступил сумской команде ШВСМ-СумГУ, но всё же вновь был принят в сильнейший дивизион, где со следующего сезона получил официальное название «Локомотив — Сборная Харьковской области № 1». В Суперлиге чемпионата Украины-2020/21 железнодорожники не смогли выиграть ни одного из 24 сыгранных матчей и выбыли в высшую лигу.

## Результаты выступлений

### Чемпионат СССР
- 1974 — первая группа, 3-е место
- 1975 — первая группа,  1-е место
- 1976 — высшая лига, 7-е место
- 1977 — высшая лига, 6-е место
- 1978 — высшая лига,  3-е место
- 1978/79 — высшая лига, 7-е место
- 1979/80 — высшая лига, 9-е место
- 1980/81 — высшая лига, 8-е место
- 1982 — высшая лига, 4-е место
- 1982/83 — высшая лига, 4-е место
- 1983/84 — высшая лига, 7-е место
- 1984/85 — высшая лига, 10-е место
- 1985/86 — высшая лига, 8-е место
- 1986/87 — высшая лига, 8-е место
- 1987/88 — высшая лига, 9-е место
- 1988/89 — высшая лига, 11-е место
- 1989/90 — высшая лига,  11-е место
- 1990/91 — первая лига, 6-е место

Открытый чемпионат СНГ
- 1991/92 — первая лига, 7-е место

### Чемпионат Украины
- 1992 — высшая лига,  2-е место
- 1992/93 — высшая лига, 4-е место
- 1993/94 — высшая лига,  1-е место
- 1994/95 — высшая лига,  2-е место
- 1995/96 — высшая лига,  1-е место
- 1996/97 — высшая лига, 4-е место
- 1997/98 — высшая лига, 7-е место
- 1998/99 — высшая лига, 5-е место
- 1999/00 — высшая лига,  3-е место
- 2000/01 — Суперлига,  1-е место
- 2001/02 — Суперлига,  1-е место
- 2002/03 — Суперлига,  1-е место
- 2003/04 — Суперлига,  1-е место
- 2004/05 — Суперлига,  1-е место
- 2005/06 — Суперлига, 5-е место
- 2006/07 — Суперлига,  1-е место
- 2007/08 — Суперлига,  2-е место
- 2008/09 — Суперлига,  1-е место
- 2009/10 — Суперлига,  1-е место
- 2010/11 — Суперлига,  1-е место
- 2011/12 — Суперлига,  1-е место
- 2012/13 — Суперлига,  1-е место
- 2013/14 — Суперлига,  1-е место
- 2014/15 — Суперлига,  1-е место
- 2015/16 — Суперлига,  1-е место
- 2016/17 — Суперлига,  1-е место
- 2017/18 — Суперлига,  2-е место
- 2018/19 — высшая лига,  2-е место
- 2019/20 — Суперлига[14]
- 2020/21 — Суперлига, 10-е место
- 2021/22 — высшая лига[15]
- 2022/23 — высшая лига, 9-е место
- 2023/24 — высшая лига, 8-е место
- 2024/25 — высшая лига, 8-е место

### Еврокубки
- 1992/93 — Кубок Кубков, 2-й раунд
- 1994/95 — Кубок чемпионов, 2-й раунд
- 1995/96 — Кубок Кубков, 8-е место в группе
- 1996/97 — Кубок чемпионов, 1-й раунд квалификации
- 2000/01 — Кубок топ-команд, 4-е место в группе
- 2001/02 — Кубок топ-команд, 4-е место
- 2002/03 — Кубок топ-команд,  2-е место
- 2003/04 — Кубок топ-команд,  1-е место
- 2004/05 — Лига чемпионов, 5-е место в группе
- 2007/08 — Кубок вызова, 2-й раунд
- 2008/09 — Кубок вызова, 1/8 финала
- 2009/10 — Кубок вызова, 1/4 финала
- 2010/11 — Кубок ЕКВ, 1/8 финала
- 2011/12 — Кубок ЕКВ, 1/16 финала; Кубок вызова, 1/4 финала
- 2012/13 — Кубок ЕКВ, 1/2 финала
- 2013/14 — Кубок ЕКВ, 1/16 финала; Кубок вызова, 1/16 финала
- 2014/15 — Кубок ЕКВ, 1/8 финала
- 2015/16 — Кубок ЕКВ, 1/16 финала; Кубок вызова, 1/4 финала
- 2017/18 — Кубок вызова, 1/16 финала

## Известные игроки

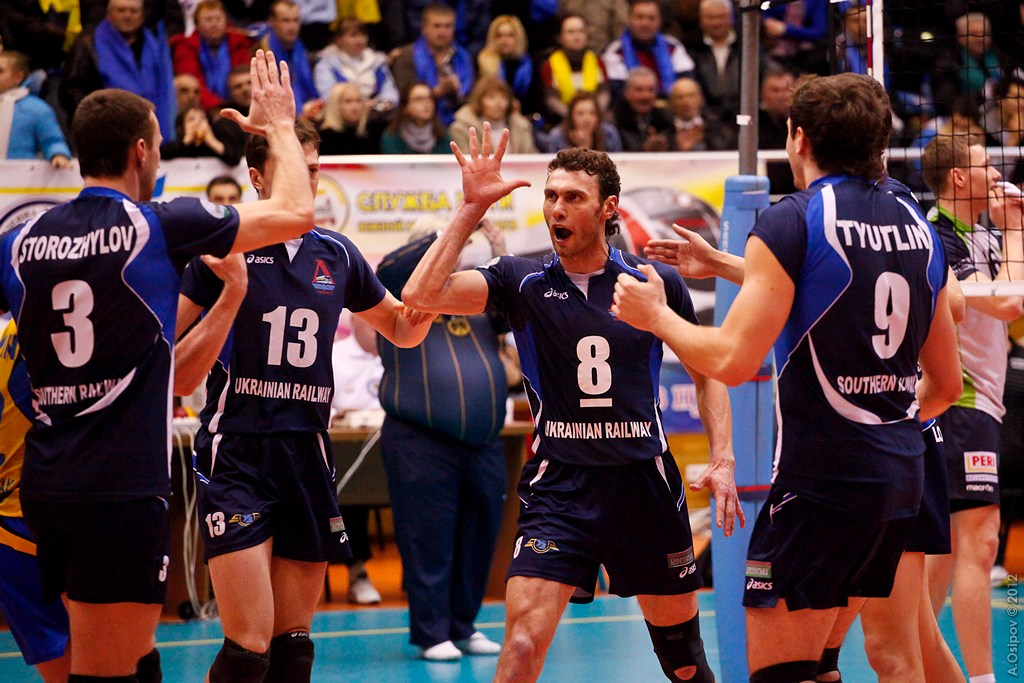
Владимир Татаринцев (№ 8) — капитан «Локомотива» в 2006—2017 годах

- В 1973—1974 годах в составе «Локомотива» играл олимпийский чемпион Мехико-1968 Василиюс Матушевас.
- В ежегодные списки 24 сильнейших волейболистов СССР входили игроки «Локомотива» Сергей Абрамов (1982), Александр Дьяченко (1977, 1978), Николай Лопин (1977, 1978), Александр Смирнов (1982), Пётр Чухраев (1978, 1982)[16].
- В составе молодёжной сборной СССР игрок «Локомотива» Александр Смирнов в 1981 году стал чемпионом мира. Победителями молодёжных чемпионатов Европы становились Сергей Абрамов и Александр Смирнов (1979), Юрий Долгин (1982). Волейболисты харьковского «Локомотива» также традиционно входили в состав сборной СССР на чемпионатах Международного спортивного союза железнодорожников (USIC).
- В состав сборной Украинской ССР, выигравшей в 1983 году бронзовые медали Спартакиады народов СССР, входили харьковчане Иван Андриенко, Геннадий Иваненко и Пётр Чухраев. Тренировали команду наставники «Локомотива» Леонид Лихно и Леонид Ротбарт. Чемпионом Спартакиады народов СССР 1991 года стал Юрий Филиппов[17].
- Большое число воспитанников и действующих игроков «Локомотива» выступало и продолжает выступать в составе национальной сборной Украины. В частности в заявку на чемпионат Европы 2005 года в Риме и Белграде входили Виталий Киктев, Андрей Сидоренко, Владимир Титаренко и Сергей Шульга[18]; воспитанник «Локомотива» Сергей Щавинский представлял российский клуб «Нова». В составе студенческой сборной Украины, завоевавшей в августе 2011 года серебряные медали на Всемирной Универсиаде в Шэньчжэне, выступали Андрей Левченко и Филипп Гармаш[19], а серебряными призёрами Универсиады 2015 года в Кванджу стали Филипп Гармаш, Максим Дрозд, Николай Мороз и Юрий Томин[20].
- В 2000—2017 годах (кроме сезона-2005/06) цвета «Локомотива» защищал доигровщик, мастер спорта международного класса Владимир Татаринцев. За свою карьеру он выиграл 18 чемпионатов Украины, из них три в составе одесского «Дорожника»-СКА и 15 — с харьковским клубом. С 2006 года на протяжении 11 сезонов Татаринцев был капитаном «Локомотива».
- В Харькове начиналась игровая карьера одного из самых титулованных игроков сборной России — Романа Яковлева. В 1994 году он стал чемпионом Украины в составе «Локомотива», а в 1995 году — победителем соревнований первой лиги с «Юракадемией». Однако в том же году был отчислен из команды и продолжил карьеру в России[21][22].

## Достижения
Чемпионат СССР (высшая лига):
- Бронзовый призёр (1): 1978.

 Чемпионат СССР (первая лига): 
- Чемпион (1): 1975.

Кубок СССР:
- Серебряный призёр (1): 1982.
- Бронзовый призёр (1): 1980.

Чемпионат Украины (суперлига):
- Чемпион (17): 1993/94, 1995/96, 2000/01, 2001/02, 2002/03, 2003/04, 2004/05, 2006/07, 2008/09, 2009/10, 2010/11, 2011/12, 2012/13, 2013/14, 2014/15, 2015/16, 2016/17.
- Серебряный призёр (4): 1992, 1994/95, 2007/08, 2017/18.
- Бронзовый призёр (1): 1999/2000.

Кубок Украины:
- Обладатель (13): 2001, 2002, 2004, 2006, 2007, 2008, 2009, 2010, 2011, 2012, 2013, 2014, 2015.
- Финалист (6): 1992, 1996, 1999, 2003, 2016, 2017.

Суперкубок Украины:
- Обладатель (1): 2017.

Кубок топ-команд Европы:
- Обладатель (1): 2003/04.
- Финалист (1): 2002/03.

## Состав команды
Сезон 2024/25
| №                       | Имя                     | Год рождения            | Рост                    |                         |                         |
| Центральные блокирующие | Центральные блокирующие | Центральные блокирующие | Центральные блокирующие | Центральные блокирующие | Центральные блокирующие |
| ----------------------- | ----------------------- | ----------------------- | ----------------------- | ----------------------- | ----------------------- |
| 8                       | Егор Недилько           | 2004                    | 193                     |                         |                         |
| 9                       | Максим Сердюк           | 2004                    | 196                     |                         |                         |
| 13                      | Даниил Манько           | 2004                    | 193                     |                         |                         |
| 14                      | Богдан Тысячник         | 1992                    | 202                     |                         |                         |
| Связующие               |                         |                         |                         |                         |                         |
| 4                       | Павел Коваль            | 1997                    |                         |                         |                         |
| 12                      | Вадим Морогов           | 2009                    | 180                     |                         |                         |
| Диагональные            |                         |                         |                         |                         |                         |
| 15                      | Тимофей Топалов         | 2007                    | 198                     |                         |                         |

| №                               | Имя               | Год рождения | Рост        |             |             |
| Доигровщики                     | Доигровщики       | Доигровщики  | Доигровщики | Доигровщики | Доигровщики |
| ------------------------------- | ----------------- | ------------ | ----------- | ----------- | ----------- |
| 1                               | Дмитрий Вознюк    | 2004         | 198         |             |             |
| 5                               | Артём Генов       | 1987         | 194         |             |             |
| 6                               | Владислав Чеканов | 2003         | 190         |             |             |
| 7                               | Игорь Иванов      | 2001         | 193         |             |             |
| 18                              | Евгений Степовой  | 2002         | 196         |             |             |
| Либеро                          |                   |              |             |             |             |
| 16                              | Артём Трояновский | 2001         | 200         |             |             |
| Главный тренер — Игорь Зяблицев |                   |              |             |             |             |
| Тренер — Юрий Столяренко        |                   |              |             |             |             |

## Фарм-команды
Первой фарм-командой «Локомотива», обеспечивавшей подготовку резервов, являлась «Юракадемия-Локомотив», созданная в 1992 году на базе Харьковской юридической академии. В 1996 году, когда «Юракадемия» начала выступления в высшей лиге чемпионата Украины, во вторую лигу была заявлена новая дочерняя команда — «Локомотив-2-СКИФ».
В сезонах 2010/11—2013/14 вторая команда «Локомотива» также выступала в сильнейшем дивизионе — Суперлиге под названием «Локо-Экспресс», с сезона-2014/15 играла в высшей лиге (с осени 2015 года под названием «Локомотив-ХГВУФК № 1»).

## Арена
Домашние матчи команда проводит в зале Дворца спорта «Локомотив» имени Г. Н. Кирпы, вмещающем 5000 зрителей.